# Prangos ferganensis
Prangos ferganensis är en flockblommig växtart som beskrevs av Olga Alexandrovna Fedtschenko och Boris Fedtjenko. Prangos ferganensis ingår i släktet Prangos och familjen flockblommiga växter. Inga underarter finns listade i Catalogue of Life.